# Zuberec
Zuberec é um município da Eslováquia, situado no distrito de Tvrdošín, na região de Žilina. Tem 72,33 km² de área e sua população em 2018 foi estimada em 1.831 habitantes.

## Demografia
| Ano:        | 1994 | 2004   | 2014   | 2024   |
| ----------- | ---- | ------ | ------ | ------ |
| Broj ljudi: | 1682 | 1814   | 1840   | 1928   |
| Razlika:    |      | +7,84% | +1,43% | +4,78% |

| Ano:               | 2023 | 2024   |
| ------------------ | ---- | ------ |
| Número de pessoas: | 1945 | 1928   |
| Diferença:         |      | -0,87% |